# 坂本勉
坂本勉（日语：／ Sakamoto Tsutomu，1962年8月3日—），日本男子自行车运动员。他曾代表日本参加1984年夏季奥林匹克运动会自行车比赛，获得男子个人竞速赛铜牌和男子1公里计时赛第13名。